# Гризим
Гризи́м или Гаризи́м или Гаризи́н (др.-евр. גרזים‬; происх. от גָּרַז gaw-raź — «быть отрезанным, отделенным»; др.-греч. Γαριζίν; лат. Garizim; араб. جرزيم‎) — гора в центре Самарии на южной окраине города Наблус. Упоминается в Библии (Втор. 11:29, Нав. 8:33, Суд. 9:7, 2Мак. 6:2). Гора Гризим является священным местом для самаритян.

## Упоминание в Библии
В библейские времена первоначально находилась в уделе колена Ефремова. Вместе с горою Гевал, Гризим была назначена Моисеем для ежегодного чтения Закона при всенародном собрании, и здесь шесть колен Израиля: Симеоново, Левиино, Иудово, Иссахарово, Иосифово и Вениаминово должны были произносить благословение на исполнителей Закона (Втор. 27:12; Нав. 8:33—35), тогда как на противоположной горе — Гевал другие шесть колен: Рувимово, Гадово, Асирово, Завулоново, Даново и Неффалимово — проклятие на его нарушителей. Ковчег Завета, окружённый священниками и левитами, находился при этом обряде, по-видимому, между двумя горами. На горе Гевал (в самаритянском Пятикнижии — на горе Гризим) по приказанию Моисея был устроен Израильтянами жертвенник из цельных камней, на которых были высечены 10 заповедей Господних (Втор. 27:2—8). Обе горы находились в колене Ефремовом и разделялись долиною, на которой впоследствии был выстроен Шхем.
На северо-западной стороне горы расположен колодец Иакова.

## Самаритяне

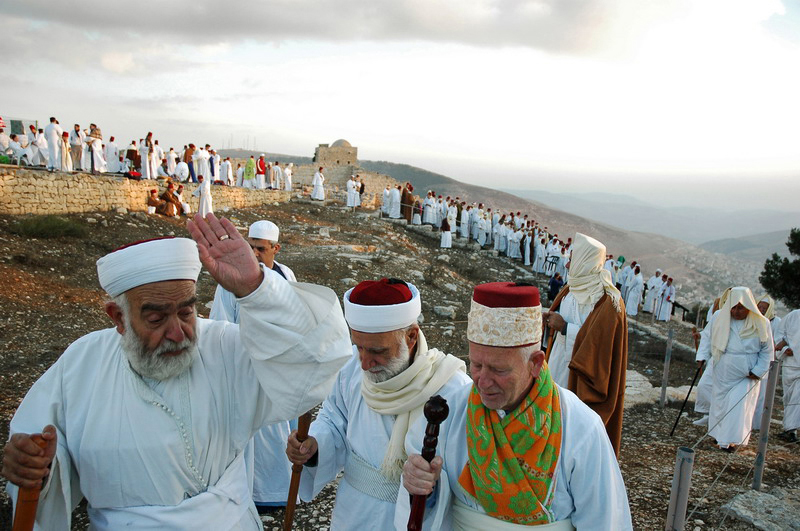
Самаритяне празднуют Суккот на горе Гризим

После Вавилонского плена самаритяне выстроили на горе Гризим храм, разрушенный около 110 года до н. э. Иоанном Гирканом, но и после этого гора Гризим оставалась для самаритян преимущественным местом молитвы, о чём упоминала самаритянка в беседе с Иисусом Христом (Ин. 4:20).
Император Адриан возвёл на горе Гризим святилище Юпитера. В 484 году император Зенон построил здесь церковь Богоматери. После арабского завоевания церковь была разрушена, и впоследствии здесь был построен мавзолей (макам) шейха Ганима ибн Али, сподвижника Саладина.
В конце XX века самаритяне выстроили на горе Гризим поселение Кирьят-Луза.